# セラフィナ・スフォルツァ
セラフィナ・スフォルツァ（伊: Seraphina Sforza, 1434年 - 1478年9月8日）は、イタリアの貴族の女性で修道女。
スヴェヴァ・ダ・モンテフェルトロとして生まれ、夫であったアレッサンドロ・スフォルツァから離縁されたのち、クララ童貞会の修道女となった。
1754年にベネディクトゥス14世により福者と認定される。記念日は9月9日とされフランシスコ会により祝われている。

## 生涯
1434年の前半頃、セラフィナ（スヴェヴァ）はウルビーノにおいてウルビーノ伯であったグイダントーニオ・ダ・モンテフェルトロとカテリーナ・コロンナの間に生まれた。
1438年に父が、1443年に母が亡くなったのち、最初は彼の兄であり、ウルビーノ伯を継いだオッダントーニオに、次に、1444年にオッダントーニオが暗殺され、後継者となった異母兄のフェデリーコに養育された。
1446年、12歳頃のとき、ローマへ移りおじである枢機卿のプロスペロ・コロンナの庇護下で1年以上過ごした。
1448年、セラフィナはペーザロの君主であったアレッサンドロ・スフォルツァと結婚した。それから10年ののち、アレッサンドロは自堕落な生活に陥りセラフィナを虐待するようになった。アレッサンドロはセラフィナをペーザロにあったクララ童貞会の修道女になるよう強制した。
1475年、セラフィナはペーザロの修道院において女子修道院長に選出された。1478年に同修道院で死去。死後数年ののち、セラフィナの遺体は掘り出されたが遺体は損壊されておらず、ペーザロ大聖堂において保存されることとなった。